# Rajkoviće
Rajkoviće (Servisch cyrillisch Рајковиће) is een plaats in de Servische gemeente Novi Pazar. De plaats telt 29 inwoners (2002).